# 氏家親定
氏家 親定（うじいえ ちかさだ）は、江戸時代前期の長州藩士。始め最上氏家臣、後に毛利氏家臣となる。

## 生涯
文禄4年（1595年）、最上氏の宿老である氏家光氏の子として誕生。
元和8年（1622年）8月21日に最上氏が改易されると、親定は父・光氏と共に毛利氏に預けられ、長州藩へ移り住む。寛永2年（1625年）8月13日には毛利秀就から周防国吉敷郡恒富村に500石を与えられて、毛利氏家臣となった。
寛永15年（1638年）4月12日に44歳で死去。子の就棟が後を継いだ。